# Луа-сюр-Арнон
Луа́-сюр-Арно́н (фр. Loye-sur-Arnon) — коммуна во Франции, находится в регионе Центр. Департамент — Шер. Входит в состав кантона Сользе-ле-Потье. Округ коммуны — Сент-Аман-Монтрон.
Код INSEE коммуны — 18130.

## География
Коммуна расположена приблизительно в 250 км к югу от Парижа, в 145 км южнее Орлеана, в 50 км к югу от Буржа.
Вдоль западной границы коммуны протекает река Арнон.

## Население
Население коммуны на 2008 год составляло 309 человек.
| 1962 | 1968 | 1975 | 1982 | 1990 | 1999 | 2008 |
| ---- | ---- | ---- | ---- | ---- | ---- | ---- |
| 471  | 488  | 390  | 329  | 303  | 308  | 309  |

## Администрация
| Период | Период | Фамилия        | Партия | Примечания |
| ------ | ------ | -------------- | ------ | ---------- |
| 2001   | 2008   | Жорж Морсели   |        |            |
| 2008   | 2014   | Жан-Поль Жолье |        | фермер     |

## Экономика
Основу экономики составляют лесное и сельское хозяйство.
В 2007 году среди 187 человек в трудоспособном возрасте (15-64 лет) 139 были экономически активными, 48 — неактивными (показатель активности — 74,3 %, в 1999 году было 69,1 %). Из 139 активных работали 126 человек (66 мужчин и 60 женщин), безработных было 13 (6 мужчин и 7 женщин). Среди 48 неактивных 12 человек были учениками или студентами, 28 — пенсионерами, 8 были неактивными по другим причинам.

## Достопримечательности
- Церковь Сен-Мартен (XII век). Исторический памятник с 1926 года[3]
- Усадьба Жируэтт (XVII век). Исторический памятник с 1974 года[4]
- Руины феодального замка в деревне Буше
- Замок XV века в деревне Дрюлон
- Три водяные мельницы (в деревнях Дрюлон, Граво и Мезеро)

## Фотогалерея
- Карта коммуны